# Carnaval de Santa Cruz de la Sierra
El Carnaval de Santa Cruz de la Sierra, también conocido como la Fiesta Grande de los Cruceños, es una festividad cultural y religiosa de origen española, que se celebra en la ciudad de Santa Cruz de la Sierra, Bolivia. Se realiza oficialmente desde 1561, la celebración inicia con un gran desfile folklórico conocido como "el corso" en donde participan varias comparsas de la ciudad. Después del carnaval de Oruro, el Carnaval de Santa Cruz se posiciona como el segundo más importante de Bolivia.
El carnaval de Santa Cruz fue declarado Patrimonio Cultural de Bolivia en 2013, mediante la Ley del Carnaval. Durante los tres días de carnaval la gente suele juntarse en familia y con amigos para salir a jugar en las calles, principalmente al centro de la ciudad, con agua, espuma y pinturas, mientras que los comparseros se juntan para bailar y beber.También hay una importante cantidad de población que viaja a otras provincias del departamento.

## Historia

### Origen
El carnaval tiene un origen pagano, adaptado por la cultura española y el cristianismo, esta fiesta se mantiene inalterada en todo el oriente de Bolivia, antecede en tres días el inicio de la Cuaresma de la Semana Santa.
La ciudad de Santa Cruz de la Sierra fue fundada en 1561, sin embargo, las fiestas de carnaval traída por los españoles datan desde el siglo XIX, las cuales consistían de una cabalgata por las calles de la ciudad, la gente jugaba en las calles haciendo guerras de talco y tierra. El martes se bailaba como día especial y el miércoles daba inicio a la cuaresma. El carnaval duraba 11 días y el gobernador mediante un cabildo ordenaba matar vacas para comer su carne.
A finales del siglo XIX las cabalgadas en caballos incluían juegos de peleas con cáscaras de huevos llenos de agua teñida y fragancia, lo que actualmente vendrían a ser los globos de agua, asi mismo inició el «correo de carnaval», a principios del siglo XX empezaron las grandes fiestas con orquestas, bailes y carrozas (carros alegóricos).
Durante los años 70 se intentó suprimir el carnaval durante el gobierno de Banzer, a finales del siglo XX el carnaval de la ciudad comenzó a integrar mas aspectos de la cultura mestiza, incluyendo musicas, bailes y trajes típicos, como el taquirari, la chovena, el sarao y la vestimenta del tipoy.
En las primeras décadas del siglo XXI, los garajes reemplazaron a las casas de espera, que se habían incorporado al carnaval cruceño alrededor de 1880 (casas de vecinos preparadas para recibir a las comparsas y hacerlas participar con el libertinaje total), los garajes en un inicio siguieron esta misma función, en dónde se limitaba a los miembros varones de determinadas comparsas.
El Carnaval cruceño es una celebración vibrante que fusiona tradición, alegría, amistad, creatividad y belleza, representando la identidad camba.

### Historia de la reina del carnaval
En 1936 se eligió a la primera reina del carnaval cruceño, sin embargo, en 1937 se eligió a la primera "oficial" ya que cobro más importancia, Soledad Arrien Gutiérrez ganó mediante un concurso promovido por un órgano de prensa.

## Reinas del carnaval de Santa Cruz

### SigloXXI[14]
| Año  | Nombre de la Reina                       | Edad    |
| ---- | ---------------------------------------- | ------- |
| 2001 | Ximena Zalzer Rea (1983-)                | 18 años |
| 2002 | Paola Clarisse Coimbra Antipieff (1981-) | 21 años |
| 2003 | Cecilia Justiniano Aguilera (1985-)      | 18 años |
| 2004 | Olivia Saucedo Rivero (-)                | 22 años |
| 2005 | Maricruz Ribera Jiménez (1981-)          | 24 años |
| 2006 | Viviana Méndez Rivero (1986-)            | 20 años |
| 2007 | Andrea Abudinen Richter (1983-)          | 24 años |
| 2008 | Gloria Mariana Limpias Suárez (1987-)    | 21 años |
| 2009 | María René Antelo Gutiérrez (1984-)      | 25 años |
| 2010 | Graciela Cuéllar Égüez (1987-)           | 23 años |
| 2011 | Andrea Aliaga Cerniewitz (1990-)         | 21 años |
| 2012 | Davinia Fernández Saavedra (1983-)       | 29 años |
| 2013 | Daniela Saucedo Rivero (1991-)           | 22 años |
| 2014 | Roxana del Río Guerrero (1988-)          | 26 años |
| 2015 | Anabel Angus Arza (1990-)                | 25 años |
| 2016 | Valeria Saucedo Ríos (1992-)             | 24 años |
| 2017 | Pamela Justiniano Saucedo (1987-)        | 30 años |
| 2018 | Carla Áñez Safar (1995-)                 | 23 años |
| 2019 | Fátima Alejandra Jordán Bravo (1992-)    | 27 años |
| 2020 | Romy Paz Arteaga (1992-)                 | 28 años |
| 2021 | Iciar Díaz Camacho (1996-)               | 25 años |
| 2022 | Dayana Molina Espinosa (1996-)           | 25 años |
| 2023 | María Laura Zamora Sanjines (2000-)      | 25 años |
| 2024 | Aitana Tufiño Cronenbold (2001-)         | 22 años |
| 2025 | Ariane Torrico Domínguez (1999-)         | 25 años |

## Comparsas coronadoras

### Década de 2020
| Año  | Nombre de la Reina          | Coronadores       |
| ---- | --------------------------- | ----------------- |
| 2020 | Romy Paz Arteaga            | Los Chirapas Jrs. |
| 2021 | Iciar Díaz Camacho          | Los Piltrafas     |
| 2022 | Dayana Molina Espinosa      | Los Picarazos     |
| 2023 | María Laura Zamora Sanjines | Los Januchos Jr.  |
| 2024 | Aitana Tufiño Cronenbold    | Los Ociosos       |
| 2025 | Ariane Torrico Domínguez    | Los Pengas        |

## Eventos[7]
La Fiesta Grande de los Cruceños, se divide en dos partes, una semana antes del carnaval oficial, se llevan a cabo las fiestas de las comparsas juveniles, entre otras actividades.
Previo a Carnaval:
- Fiestas precarnavaleras y fiesta del dios Momo.
- Carnaval de Garaje (o parqueo).
- El correo del carnaval.
- Coronación de la reina de carnaval.
- Inicio a las once noches de mascaritas.
- Las coronaciones de las reinas: del corso infantil y del corso de antaño.
- Corsos previos: infantil, de las ciudadelas y de antaño.

Carnaval cruceño:
- Coronación de Rey Momo: marca el inicio oficial del carnaval cruceño (no siempre se corona).
- Corso de carnaval (gran corso).
- Carnaval de calle: los tres días de mojazon.
- El carnavalito: entierro del muñeco y miércoles de cenizas (fin del carnaval).

Precarnavaleras: se inician el primer fin de semana de enero y se repiten todos los fin de semana, con desfiles de carros alegóricos.
Correo de carnaval: una semana antes del corso de carnaval se celebra el correo carnavalero con la tradicional lectura de bandos carnavaleros.
Coronacion de la reina: se realiza generalmente el jueves antes del corso, seguido por una fiesta entre todas las comparsas. El viernes antes del corso se corona a la reina de antaño y en esos dias también se lleva a cabo la coronación de la reina infantil.
El corso: el sábado por la tarde se inicia el corso de carnaval, dónde la figura principal es la reina del carnaval subida en un carro alegórico.

## Folclore
Los carnavales del oriente boliviano representan a la cultura de esta región en sus vestimentas, músicas y danzas, por lo que algunos pueden notar similitudes con el carnaval de Brasil, ya que en ambos se presentan elementos de la amazonía y de la cultura europea, pero, el carnaval de Brasil fue traído por los Portugueses y el de Santa Cruz por los Españoles; en el carnaval de Santa Cruz de la Sierra, se representan a todas las ecorregiones del departamento de Santa Cruz, sobre todo las de la amazonía cruceña y la chiquitanía.

### Personajes típicos
La reina del carnaval: la reina de carnaval en 2025 es Ariane Torrico, o Ariane I, coronada en una gala llevada a cabo por la Asociación Cruceña de Comparsas Carnavaleras (ACCC) y la comparsa coronadora "Los Pengas", en el Salón Sirionó de la Fexpocruz.
El rey Momo:  viene de la mitología griega, llegó a la ciudad de Santa Cruz probablemente a raíz de la globalización y al uso de la espuma con el mismo nombre, aunque no se le da mucha importancia, suele estar presente durante el carnaval, la coronación del rey momo marca el inicio oficial del carnaval cruceño (si es que hay uno).
El muñeco de carnavalito: el entierro del muñeco es una actividad cultural que simboliza «la muerte del carnaval», se hace el día de carnavalito en una fiesta dramática despidiendo a un muñeco de trapo que es el carnaval.

### Músicas y danzas
Las danzas y géneros musicales más comunes durante el carnaval cruceño son: el carnavalito, el brincao, el taquirari, la chovena y el sarao.
Otras danzas y géneros musicales incluyen:
- Arete guazu (o arete guasú)
- Atiku
- Cántaro e chicha
- Chivero
- Contra lanza
- Cuadrilla
- Cueca Vallegrandina “Cueca cruceña”
- Danza barroca chiquitana
- Danza del bejuco
- Danza de los abuelos
- Danza de los lanceros
- Danza Sirionó
- Kaluyo vallegrandino
- La Tirana de Santa Rosa del Sara
- Pim pim (o pin pin)
- Quitobiquish
- Turcos
- Viritas
- Yarituses

### Vestimentas
Las reinas de comparsas suelen traer elegantes trajes de fantasía bordados con pedrería, lentejuelas y plumas de avestruz, faisán y otros adornos.
Vestimenta camba: este traje típico se usa para las danzas del oriente boliviano: brincao, carnavalito, taquirari, chovena y sarao.
Para las mujeres: usan tipoy (vestido largo y sin mangas usado por las indígenas orientales) y se adornan la cabeza con flores multicolores típicas de la región.
Para los varones: usan camisa blanca, pantalón hasta el tobillo, el sombrero de saó y la pañoleta al cuello.

### Carros alegóricos
Los carros alegóricos a principios del siglo XX iniciaron cómo carrozas, actualmente están mayormente inspirados en la chiquitanía y amazonía de Santa Cruz, suelen ser temáticos, principalmente con un visible adorno referente a la flora y fauna. Desde 1971 el carro alegórico es obligatorio.
La tarasca: la tarasca (del francés «tarasque») es una figura monstruosa utilizada en algunas festividades populares, como en el carnaval o en el día de la tradición, que consiste en una estructura de madera y metal con ruedas, generalmente en forma de reptil: serpiente o dragón con varias cabezas, que circula entre la multitud durante el festejo.
El juego consiste en capturar a personas desprevenidas —generalmente niños o jóvenes— e introducirlos por la boca de la tarasca. Dentro del armazón, varios participantes embadurnan al ser capturados con miel, harina, azúcar o barreno y plumas. Finalmente, es expulsado por la parte trasera de la figura, es una práctica ancestral festiva que combina humor, tradición y teatralidad.

## Precarnavaleras

### Las Precas
Las denominadas «precas» son las actividades que se realizan cada fin de semana de Enero, previo al Corso Cruceño, consisten en fiestas acompañadas con desfiles (como un corso) de carros alegóricos con temas universales o de sátira política, armados por las diferentes comparsas o agrupaciones carnavaleras disfrazadas de acuerdo al tema elegido, que bailando recorren la calle 24 de septiembre hasta la Plazuela del Estudiante, siempre acompañados de la reina del carnaval quien luce un carro alegórico y un traje de fantasía diferente cada noche en conjunto con la comparsa coronadora.
Este 2025, se realizaron siete precarnavaleras, cuatro organizadas por la Asociación Cruceña de Comparsas Carnavaleras (ACCC) y tres coordinadas por la Asociación de Grupos Folclóricos de Santa Cruz (Agfocruz). Todas las precas cuentan con el apoyo del Comité Impulsor del Carnaval 2025, que encabeza la comuna junto a más de 30 instituciones.

### Fiesta del dios Momo
La fiesta del Rey Momo comienza un mes antes con las precarnavaleras, en las que participan algunas de las comparsas juveniles. No es muy conocida o reconocida ya que el personaje no está integrado a la cultura cruceña.

## Corsos cruceños

El "correo" era en anuncio de la llegada del carnaval y el "corso" era la entrada del carnaval, la palabra "corso" aparece por primera vez documentada en 1926.
Un corso es un desfile de carnaval en dónde se muestra lo mejor de cada comparsa, en el 2025 desfilaron más de 300 comparsas en el gran corso que se lleva a cabo en el cambódromo.

### Corso de Antaño
Este corso busca revivir las tradiciones de antaño, como la música y sobre todo, la alegría acompaña de los buenos valores; para este año 2025 la reina del Carnaval de Antaño es Jackeline Limpias.

### Corso de las Ciudadelas
Los distritos urbanos de mayor población como la Villa Primero de Mayo, el Plan 3.000 y la Pampa de la Isla, han conformado su propio corso de las ciudadelas, el que se desarrolla en la zona este de la metrópoli, el domingo anterior al corso principal, en donde estos pobladores también participan activamente, como comparsas y como público.

### Corso Infantil
El corso infantil es para menores de edad, se hace una simulación del gran corso para que los más jóvenes puedan divertirse y fomentar la cultura cruceña.

### Gran Corso
El gran corso cruceño, es uno de los más importantes de Sudamérica y se realiza con una distancia de 4km del cambodromo.Antes de que se realizara en el cambódromo, en 1962 el corso partía desde el parque El Arenal, entre 1964 y 1980 cambia de ruta hacia la plaza central 24 de septiembre y desde el 2015 se realiza en el cambódromo.

## Los Garajes
El Carnaval de los Garajes, o el Carnaval Juvenil inicia junto con el Gran Corso, en paralela con el Carnaval de Calle.
En los años 2000, desaparecieron las casas de esperas y fueron reemplazadas por los garajes (parqueos o lugares amplios), durante los tres días del carnaval funcionan como lugares de entretenimiento para las comparsas y las agrupaciones carnavaleras juveniles.

## Carnavalito
El Carnavalito es la fiesta que despide al carnaval, se comenzó a realizar en la ciudad, a finales del siglo XIX y principios del siglo XX como ceremonia de entierro del carnaval para dar inicio a la Semana Santa.
Este a su vez dio origen al género musical del carnavalito en el Oriente boliviano. El Carnavalito Cruceño, anuncia la llegada de las carnestolendas y cierra las fiestas después del primer viernes de pascua, su importancia no sólo es festiva; por lo general, sus letras eran viejas composiciones rimadas, portadoras de enseñanzas tradicionales y de historias de enamorados. Por la forma en que los bailarines se mueven, la danza recuerda a un vals europeo, pero por su ritmo es más semejante al taquirari y al bailecito.